# Championnat du Danemark de hockey sur glace 2023-2024
Saison précédente Saison suivante
La saison 2023-2024 est la 66e saison du Championnat du Danemark de hockey sur glace. Il se nomme Metal Ligaen. Il compte neuf équipes engagées.

## Championnat du Danemark

### Format
La saison régulière commence le 1er septembre 2023 et se termine le 5 mars 2024. Les treize équipes disputent chacune 52 rencontres.

### Participants
| \| Aalborg Esbjerg Frederikshavn Herlev Herning Odense Rungsted Rødovre Sønderjyske \| Localisation des clubs engagés dans le championnat. |
| Aalborg Esbjerg Frederikshavn Herlev Herning Odense Rungsted Rødovre Sønderjyske                                                           |

| Équipe                    | Ville         | Patinoire            | Capacité |
| ------------------------- | ------------- | -------------------- | -------- |
| Aalborg Pirates           | Aalborg       | Gigantium Isarena    | 5 000    |
| Esbjerg Energy            | Esbjerg       | Granly Hockey Arena  | 4 100    |
| Frederikshavn White Hawks | Frederikshavn | Nordjyske Bank Arena | 4 000    |
| Herlev Eagles             | Herlev        | PM Montage Arena     | 1 740    |
| Herning Blue Fox          | Herning       | KVIK Hockey Arena    | 2 554    |
| Odense Bulldogs           | Odense        | Spar Nord Arena      | 3 280    |
| Rungsted Seier Capital    | Hørsholm      | Bitcoin Arena        | 2 460    |
| Rødovre Mighty Bulls      | Rødovre       | Rødovre Skøjte Arena | 3 600    |
| SønderjyskE               | Vojens        | SE Arena             | 5 000    |